# Император на Индия
Император на Индия е титла, използвана от моголския хан Бахадур Шах II, а по-късно - от британските монарси в епохата на британските раджи в Индия.

## Списък на британски императори на Индия
| Портрет                   | Име                          | Роден                                      | Починал                                        | Управлява от     | Управлява до                | Бележки |
| ------------------------- | ---------------------------- | ------------------------------------------ | ---------------------------------------------- | ---------------- | --------------------------- | --- |
| Династия Хановер          |                              |                                            |                                                |                  |                             | |
|                           | Императрица-Кралица Виктория | 24 май 1819, Дворец Кенсингтън, Лондон     | 22 януари 1901, Озборн Хаус, о-в Уайт          | 1 май 1878       | 22 януари 1901              | с анексирането на британските колонии на индийския субконтинент, Виктория се обявява за императрица на Индия |
| Династия Сакс-Кобург-Гота |                              |                                            |                                                |                  |                             | |
|                           | Император-Крал ЕдуардVII     | 9 ноември 1841, Бъкингамски дворец, Лондон | 6 май 1910, Бъкингамски дворец, Лондон         | 22 май 1901      | 6 май 1910                  | Син на кралица Виктория                                                                                      |
| Династия Уиндзор          |                              |                                            |                                                |                  |                             | |
|                           | Император-Крал Джордж V      | 3 юни 1865, Марлборо Хаус, Лондон          | 20 януари 1936, Сасндрингам Хаус, Норфолк      | 6 май 1910       | 20 януари 1936              | Син на Едуард VII                                                                                            |
|                           | Император-Крал Едуард VIII   | 23 юни 1894, Уайт Лодж, Ричмънд            | 28 май 1972, Вила Уиндзор, Ньой сюр Сен, Париж | 20 януари 1936   | 11 декември 1936 (абдикира) | Син на Джордж V                                                                                              |
|                           | Император-Крал Джордж VI     | 14 декември 1895, Йорд Котедж, Сандрингам  | 6 февруари 1953, Сандрингам                    | 14 декември 1936 | 14 август 1947              | Син на Джордж V, брат на Едуард VIII; Оттегля кралския губернатор от Индия                                   |